# You (Tornik'e Kipiani)
You è un singolo del cantante georgiano Tornik'e Kipiani, pubblicato il 16 marzo 2021 su etichetta discografica Universal Music Denmark.
Il brano è stato selezionato per rappresentare la Georgia all'Eurovision Song Contest 2021.

## Descrizione
Con la sua vittoria a Georgian Idol, Tornik'e Kipiani era stato selezionato per rappresentare il suo paese all'Eurovision Song Contest 2020 con la canzone Take Me as I Am, prima della cancellazione dell'evento. A marzo 2020 l'emittente televisiva GPB l'ha riconfermato per l'edizione eurovisiva successiva. You è stato confermato come nuovo brano georgiano il 1º marzo 2021 e presentato il successivo 15 marzo, per poi essere pubblicato sulle piattaforme digitali il giorno seguente.
Nel maggio successivo, Tornik'e Kipiani si è esibito nella seconda semifinale eurovisiva, piazzandosi al 16º posto su 17 partecipanti con 16 punti totalizzati e non qualificandosi per la finale.

## Tracce
1. You – 3:04